# Shorea collina
Shorea collina (tiếng Anh thường gọi là Red Balau) là một loài thực vật thuộc họ Dipterocarpaceae. Loài này có ở Malaysia và Singapore.